# Nhiên liệu máy bay phản lực

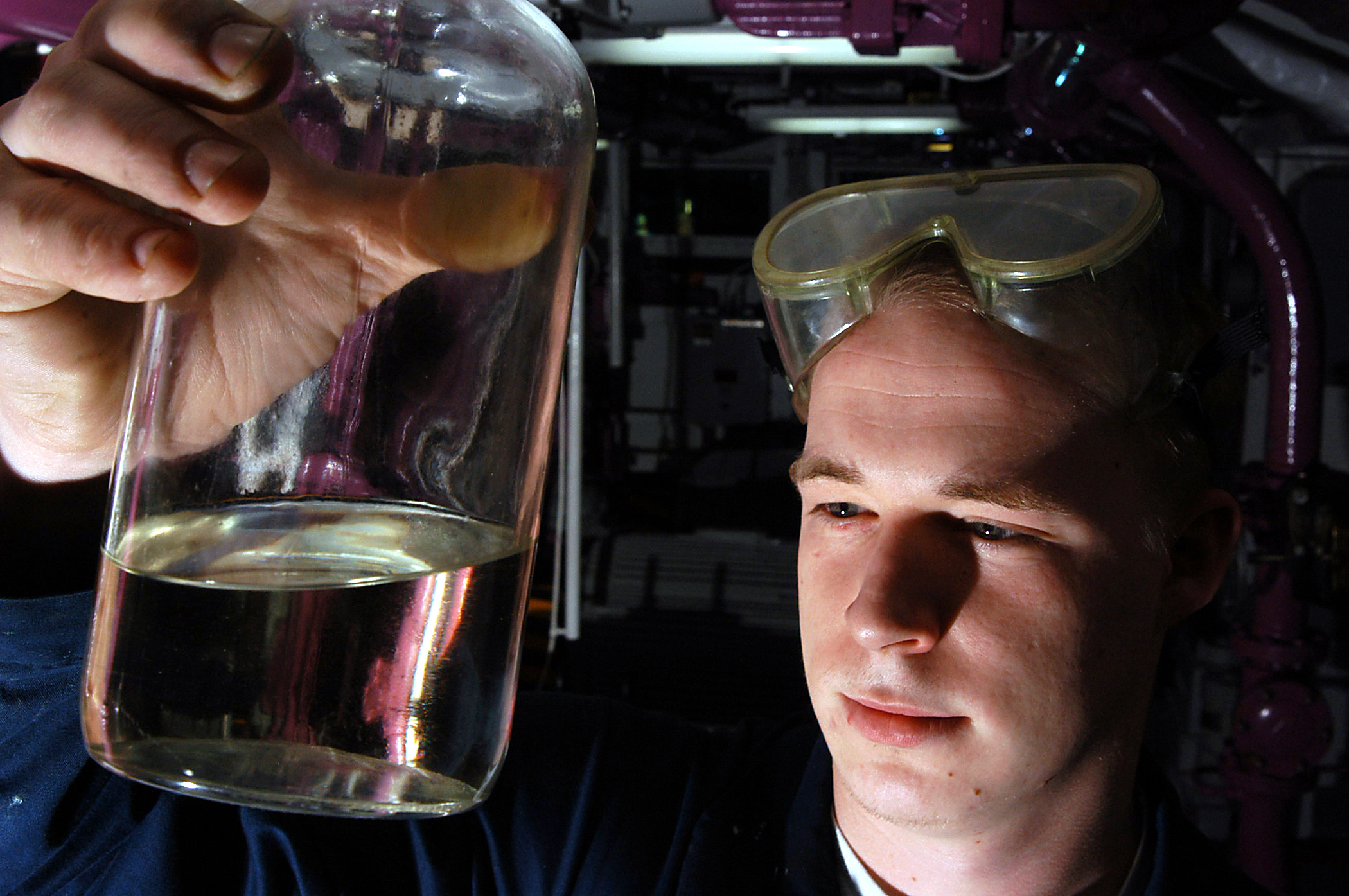
Nhiên liệu máy bay phản lực

Nhiên liệu máy bay phản lực (JetGas) là nhiên liệu trong ngành hàng không được sử dụng cho các máy bay phản lực hay các động cơ phản lực (tuốc bin).
Nhiên liệu trong ngành hàng không có phân biệt rõ ràng, nhưng được liệt kê theo hai nhóm chính: AvGas (Xăng máy bay) dễ bay hơi, dành cho máy bay có sử dụng động cơ đốt trong; và JetGas khó bay hơi, có thành phần tương tự như Dầu hỏa, dành cho các máy bay sử dụng động cơ phản lực. Vì sự nguy hiểm trong việc đặt tên, dễ gây nhầm lẫn (chủ yếu trong môi trường các chuyến bay quốc tế đa ngôn ngữ), một loạt các biện pháp phòng ngừa được đưa ra để phân biệt hai loại nhiên liệu này, trong đó có đánh dấu màu rõ ràng trên mọi thùng chứa, và phân biệt kích thước loại vòi bơm. AvGas (Xăng máy bay) được phân phối từ các vòi màu đỏ, với đường kính Φ40mm (49mm tại Mỹ). Chỗ tiếp liệu của các máy bay sử dụng động cơ đốt trong có đường kính không được phép vượt quá 60mm. Vòi phân phối JetGas có đường kính lớn hơn 60mm.

## Chủng loại
Có nhiều chủng loại nhiên liệu phản lực dùng cho các loại máy bay phản lực, cho máy bay dân sự hay quân sự. Tên gọi của nhiên liệu phản lực không giống nhau ở các nước khác nhau. Thông dụng nhất là TRO (TR – Turboreactor) hoặc JP8 (JP – Jet Propelled), JET A1. Nhiên liệu phản lực là một hợp phần gồm các hydrocarbon từ C11-C18.
Nhiên liệu máy bay phản lực về mặt thương mại được phân loại như là JET A-1 (sử dụng chủ yếu), JET A (chỉ ở Mỹ) và JET B (sử dụng trong vùng có khí hậu lạnh). Tất cả các nhiên liệu này đều là nhiên liệu trên cơ sở dầu hỏa (kêrôsin) với một số các chất phụ gia bổ sung:
- Tetraetyl chì (TEL) để tăng điểm bắt lửa của nhiên liệu.
- Các chất chống oxy hóa để ngăn ngừa quá trình gum hóa.
- Các chất chống tĩnh điện
- Các chất ức chế ăn mòn.
- Các chất chống đóng băng.
- Các phụ gia sinh học (biôxít).

Trong quân sự, tồn tại một loạt các loại đặc biệt của nhiên liệu máy bay phản lực.

## Tính chất
Nhiên liệu phản lực phải bơm liên tục vào buồng đốt sau khi qua một hệ thống lọc, tại đó nó được trộn lẫn, hoá hơi trong không khí nóng, bị nén và cháy liên tục để tạo ra một hỗn hợp khí xả chuyển động định hướng về phía sau động cơ làm quay tuốc bin và thoát ra thành dòng khí tốc độ cao, đẩy máy bay về phía trước. Cơ chế cháy của nhiên liệu phản lực không đòi hỏi nhiên liệu phải có những phẩm chất cao của xăng. Những phẩm chất quan trọng nhất của nhiên liệu phản lực có liên quan đến khả năng bay hơi, nhiệt cháy, lưu tính, độ bền hoá học, tính tương hợp.

### Lưu tính
Lưu tính của nhiên liệu phản lực có ý nghĩa quan trọng hơn ở xăng, vì máy bay thường bay ở độ cao khoảng 10Km với nhiệt độ bình chứa trên cánh có thể xuống tới dưới -50°C. Nhiên liệu phản lực phải giữ được lưu tính cần thiết ở nhiệt độ thấp đó, cụ thể phải có nhiệt độ hoá đục rất thấp, có độ nhớt nhỏ; muốn thế phải có tỷ khối không quá cao, chứa rất ít parafin nặng, gần như không chứa nước, vì độ hoà tan của nước giảm nhanh khi hạ nhiệt độ. Cụ thể:
- Khối lượng riêng: 0,775 – 0,840 g/ml
- Độ nhớt ở -20°C: < 8cSt
- T100: nhỏ hơn khoảng 300°C
- Nhiệt độ đóng băng: khoảng -50 độ C trở xuống

Ở nhiệt độ âm, nước hoà tan có thể kết tinh. Những tinh thể nước đá có thể làm tắc bộ lọc ở máy bay. Việc hạn chế lượng nước có trong nhiên liệu khó hơn việc làm tăng độ tan của nước, do làm giảm nhiệt độ kết tinh nước. Có thể tránh bớt sự kết tinh nước bằng cách dùng chất phụ gia chống nước kết tinh. Chúng thường là các chất lưỡng chức ête-alcol dùng ở hàm lượng nhỏ hơn 1500ppm như tetrahydrfurfurol.

### Điểm khói
Mặc dù làm việc ở chế độ nghèo, nhiên liệu vẫn có thể cháy không hoàn toàn, tạo muội than tích tụ trên cánh quạt tuôc bin, ở ống phun, làm cho động cơ hoạt động không ổn định, gây ồn, mài mòn, gây nóng động cơ vì sự lệch tâm và bởi các tia nhiệt. Sự tồn tại muội than ở nhiệt độ cao gây ra độ phát sáng lớn, làm mất nhiệt bởi quá trình bức xạ đó. Như vậy, nhiên liệu phản lực phải có tính chất cháy tạo ít muội than.
Để đánh giá khả năng cháy đó người ta dùng đại lượng điểm khói và trị số phát sáng. Điểm khói (smoke point) còn được gọi là chiều cao ngọn lửa không khói. Đó là chiều cao, tính bằng milimét, của ngọn lửa không khói đo được nhờ một đèn chuyên dụng có tên là đèn điểm khói (smoke point lamp) theo tiêu chuẩn ASTM D1322.
Nói chung hydrocarbon có tỷ số H/C lớn cho ngọn lửa không khói cao, nghĩa là ngọn lửa ít khói. Các aromatic cháy cho nhiều khói nhất, còn các parafin cho ít khói hơn cả. Nhiên liệu phản lực cần có điểm khói tối thiểu khoảng 25mm. Về phương diện này, nhiên liệu có càng ít aromatic, càng giàu parafin càng tốt.
Trị số phát sáng (luminometer number) là đại lượng đặc trưng cho độ phát sáng của ngọn lửa và được xác định bằng cách so sánh với ngọn lửa của hỗn hợp tetralin (1,2,3,4-tetrahydronaphtalen) và isooctan với quy ước trị số phát sáng của chúng lần lượt là 0 và 100. Trị số phát sáng cao cho biết nhiên liệu cháy cho ít khói. Trị số phát sáng của nhiên liệu phản lực nằm trong khoảng 40-70. TRO có trị số phát sáng là 45. Trị số phát sáng được đo trong vùng quang phổ xanh nhờ lọc sáng và tế bào quang điện. Đó là một đại lượng được dùng ngày càng ít.

### Độ bền oxy hóa
Độ bền oxy hóa nhiệt là một tính chất cần chú ý, vì nhiên liệu phản lực cần đi qua những chỗ có nhiệt độ khá cao trong máy bay, ví dụ được dùng làm chất làm lạnh đối với dầu bôi trơn, làm chất lỏng truyền động thủy lực. Ở máy bay phản lực siêu thanh, nhiệt độ bình nhiên liệu nóng lên khi bay. Nhiệt độ bình nhiên liệu có thể đạt 350°C, khi máy bay có tốc độ Mach 3,5.
Ở nhiệt độ cao, khi có mặt oxy, một số hydrocarbon đặc biệt là olefin, gôm, mercaptan bị oxy hóa, tạo ra những chất ít tan và dễ tách ra ở dạng kết tủa rắn hoặc ở dạng gôm có hại.
Kỹ thuật đánh giá độ bền oxy hóa nhiệt phổ biến nhất là Jet Fuel Thermal Oxidation Tester (JFTOT), ví dụ theo ASTM D3241. Mẫu được dẫn vào một ống bằng nhôm nóng tới 260°C dưới áp suất 34,5Pa. Sau 150 phút, đo độ giảm áp khi cho mẫu đó qua một tấm lọc có các lỗ kích thước 17micron. Nhiên liệu JET A1 có độ giảm áp nhở hơn 33mPa. Người ta cũng dùng phương pháp đo lượng gôm và kết tủa tạo ra khi giữ mẫu nhiên liệu vào bom dưới áp suất oxy 7 bar ở 100 độ C trong một khoảng thời gian nhất định. Ở Nga người ta đo lượng nhựa (gôm) thực tế sau khi cho nhiên liệu bay hơi trong dòng không khí; lượng nhựa thực tế phải không vượt quá 3–6 mg/100 cm³.
Một số hợp chất dị nguyên tố có trong nhiên liệu có tác dụng chống oxy hóa cho nhiên liệu phản lực ở nhiệt độ thấp. Tuy nhiên trên 100°C chúng không còn là chất chống oxy hóa nhiệt. Có thể tăng độ bền oxy hóa nhiệt bằng cách dùng chất phụ gia chống oxy hóa. Một số ion kim loại làm giảm độ bền oxy hóa nhiệt có lẽ vì tính xúc tác của chúng.

### Nhiệt cháy
Bình nhiên liệu máy bay phản lực không siêu thanh có thể thiết kế với thể tích không quá hạn chế, nên nhiệt cháy khối lượng là đặc trưng được chú ý, trong khi đó người ta phải quan tâm nhiều hơn đến nhiệt cháy thể tích ở các máy bay phản lực siêu thanh, vì ở đây thể tích bình nhiên liệu phải càng nhỏ càng tốt. Nhiệt cháy thể tích càng lớn, máy bay có khả năng bay càng xa.

### Khả năng bay hơi
Khả năng bay hơi của nhiên liệu vẫn là một tính chất quan trọng, nhưng không bị giới hạn một cách nghiêm ngặt, vì không khó thay đổi cấu trúc vật lý của động cơ cho phù hợp với khả năng bay hơi của nhiên liệu. Chính vì thế mà vùng nhiệt độ sôi của nhiên liệu phản lực khá rộng, khoảng 60-300°C. Mỗi loại động cơ đòi hỏi một nhiên liệu có vùng nhiệt độ sôi hẹp hơn. Nhiệt độ T10 đặc trưng cho chế độ khởi động, T98 đặc trưng cho khả năng cháy hoàn toàn. Sự tăng khả năng bay hơi gây nguy cơ tạo bóng khí, giảm nhiệt cháy thể tích, giảm tính bôi trơn, nhưng làm quá trình cháy thuận lợi hơn.

## Chế xuất
Các phân đoạn kerosen, LPG, phần nặng của phân đoạn xăng chưng cất trực tiếp từ một số dầu mỏ parafin, dầu mỏ naphtin có thể dùng làm nhiên liệu phản lực sau không nhiều chế hoá và pha trộn các phân đoạn hoặc một số chất phụ gia. Hai quá trình chế hoá chủ yếu là loại hợp chất lưu huỳnh, đặc biệt là ở dạng mercaptan bằng hydrotreating và loại parafin nặng có trong phân đoạn 200-300 độ C. Thường nhiên liệu phản lực được tạo ra từ phân đoạn 145-240 độ C ít nhiều mở rộng hay thu hẹp, ví dụ nhiên liệu tốt và dùng phổ biến ở Nga TC-1 là sản phẩm thu được sau khi hydrotreating phân đoạn 130-250 độ C của dầu mỏ parafin.
Khác với xăng, nhiên liệu phản lực dồi dào hơn nhiều so với nhu cầu. Ở châu Âu nhiên liệu phản lực chỉ chiếm khoảng 6% thị trường dầu mỏ. Sau đây là một số yêu cầu phẩm chất và các đại lượng kỹ thuật cần có của nhiên liệu phản lực:
| Đại lượng (phương pháp xác định)        | Giá trị                        |
| --------------------------------------- | ------------------------------ |
| vẻ dáng                                 | Trong suốt, sáng               |
| Trị số axit (ASTM D3242)                | ≤0,015 mgKOH/g                 |
| Olefin (ASTM D1319)                     | ≥ 5%V                          |
| Aromatic (ASTM D1319)                   | ≤ 20%V                         |
| Lưu huỳnh tổng (ASTM D 1266)            | ≤ 0,30%                        |
| Lưu huỳnh mercaptan (ASTM D 3227)       | ≤ 0,002%                       |
| Doctor test (ASTM D 235)                | Không                          |
| Đường chưng cất (ASTM D 86)             | T10 ≤204 độ C; T100 ≤ 300 độ C |
| Nhiệt độ chớp lửa (ASTM D 3828)         | ≥ 38 độ C                      |
| Khối lượng riêng ở 15 độ C (ASTM D1298) | 0,775 – 0,840 g/ml             |
| Nhiệt độ chảy (ASTM D 2386)             | ≤ -47 độ C                     |
| Độ nhớt ở -20 độ C (ASTM D 445)         | ≤ 8cSt                         |
| Nhiệt cháy dưới (ASTM D 2382)           | ≤ 42,8kJ/g                     |
| Điểm khói (ASTM D 1322)                 | ≥ 25mm                         |
| Trị số phát sáng (ASTM D 1740)          | ≥ 45                           |
| Độ ăn mòn tấm đồng (ASTM D 130)         | 2 giờ ở 100 độ C, ≤ 1          |
| Độ bền oxy hóa nhiệt (ASTM D 3214)      | ∆P ≤ 25,0mmHg                  |
| Gôm thực tế (ASTM D 381)                | ≤ 7 mg/100ml                   |
| Lượng nước cho phép (ASTM D 1094)       | ≤ 1b                           |
| Độ dẫn điện (ASTM D 2624)               | 50-450 pS/m                    |

Chú thích:
- ASTM: Phương pháp xác định chỉ tiêu tiêu chuẩn của Mỹ